# Смит, Конрад (футболист)
Конрад Смит (англ. Conrad Smith; 12 апреля 1981, Порт-оф-Спейн, Тринидад и Тобаго) — тринидадский футболист, нападающий.

## Клубная карьера
После окончания средней школы Смит попал в клуб "Каледония Эй-Ай-Эй". В 2004 году он заключил контракт с профессиональным канадским клубом "Калгари Мустангз", за который он отыграл один сезон. После возвращения на родину Смит играл за сильнейшие тринидадские клубы. В 2011 году он вернулся в Канаду. Туда его пригласил выступавший в Североамериканской футбольной лиге "Эдмонтон". В октябре 2011 года он покинул команду. Завершал свою карьеру нападающий в низших тринидадских лигах.

## Карьера в сборной
За сборную Тринидада и Тобаго Конрад Смит дебютировал 3 августа 2001 году в матче товарищеского турнира против Кувейта. Встреча завершилась со счетом 1:1, а в серии пенальти точнее были тринидадцы (3:4).  2005 году в составе национальной команды принял участие в финальном раунде розыгрыша Карибского кубка в Барбадосе. На нем нападающий вместе с партнерами завоевал бронзу. Всего за сборную нападающий провел 24 матча, в которых он отличился девять раз.

## Достижения

### Национальные
- Чемпион Тринидада и Тобаго (1): 2009.
- Обладатель Кубка Тринидада и Тобаго (4): 2005, 2008, 2009, 2013.
- Обладатель Кубка лиги Тринидада и Тобаго (1): 2010, 2012.

### Международные
- Победитель Карибского клубного чемпионата (1): 2012.
- Бронзовый призер Карибского кубка (1): 2005.